# Carl Bergström (ingenjör)
Carl Abraham Bergström, i sina skrifter benämnd C. Abraham Bergström eller C. Abr. Bergström, född 15 februari 1884 i Stockholm, död 3 juli 1950 i Bromma, var en svensk ingenjör och lärare.

## Biografi
Bergström var son till sjökaptenen Carl Bergström. Han avlade mogenhetsexamen i Stockholm 1901 och inskrevs 1902 vid fackavdelningen för skeppsbyggnadskonst vid Tekniska högskolan. Efter att ha utexaminerats som civilingenjör 1906 tjänstgjorde han 1907–1912 vid olika varv och verkstäder i USA och var 1913–1914 inspektör vid Engelska Lloyd i Köpenhamn.
Bergström var 1914–1920 lärare vid Navigationsskolan i Göteborg, tillförordnad professor i maskinlära vid Chalmers tekniska institut 1918–1919, lektor vid Tekniska läroverket i Malmö 1920–1936 och fartygs- och maskininspektör för Germanischer Lloyd 1929–1936. Han var examensledare på navigationsskolornas maskintekniska linje 1933–1938 och från 1937 rektor för Navigationsskolan i Stockholm.
Bergström skrev ett flertal maskintekniska artiklar i olika tidskrifter och utgav 1917 läroboken Fartygsmaskiner. Boken har återutgetts ett antal gånger, senast 1959, och vuxit till flera delar. År 2009 utgavs en faksimil av 1943 års utgåva.